# Argyrodes chionus
Argyrodes chionus es una especie de araña de la familia de los terídidos endémica de Aldabra (Seychelles).